# Sent Mari
Sent Mari (en francès Saint-Mary) és un municipi francès situat al departament del Charente i a la regió de la Nova Aquitània. L'any 2007 tenia 367 habitants. El municipi es troba dins del domini lingüístic occità i marca el límit, a l'oest, amb la llengua d'oïl.

## Demografia

### Població
El 2007 la població de fet de Saint-Mary era de 367 persones. Hi havia 156 famílies de les quals 44 eren unipersonals (20 homes vivint sols i 24 dones vivint soles), 48 parelles sense fills, 56 parelles amb fills i 8 famílies monoparentals amb fills.
La població ha evolucionat segons el següent gràfic:
Habitants censats

### Habitatges
El 2007 hi havia 192 habitatges, 153 eren l'habitatge principal de la família, 24 eren segones residències i 15 estaven desocupats. Tots els 191 habitatges eren cases. Dels 153 habitatges principals, 129 estaven ocupats pels seus propietaris, 16 estaven llogats i ocupats pels llogaters i 8 estaven cedits a títol gratuït; 2 tenien una cambra, 9 en tenien dues, 23 en tenien tres, 45 en tenien quatre i 74 en tenien cinc o més. 140 habitatges disposaven pel capbaix d'una plaça de pàrquing. A 50 habitatges hi havia un automòbil i a 83 n'hi havia dos o més.

### Piràmide de població
La piràmide de població per edats i sexe el 2009 era:
| Homes | Edats   | Dones |
| ----- | ------- | ----- |
| 0     | 95 o +  | 0     |
| 0     | 90 a 94 | 0     |
| 4     | 85 a 89 | 8     |
| 4     | 80 a 84 | 0     |
| 8     | 75 a 79 | 16    |
| 8     | 70 a 74 | 16    |
| 16    | 65 a 69 | 12    |
| 12    | 60 a 64 | 12    |
| 12    | 55 a 59 | 12    |
| 4     | 50 a 54 | 8     |
| 20    | 45 a 49 | 8     |
| 12    | 40 a 44 | 16    |
| 8     | 35 a 39 | 12    |
| 12    | 30 a 34 | 8     |
| 8     | 25 a 29 | 8     |
| 4     | 20 a 24 | 12    |
| 4     | 15 a 19 | 20    |
| 4     | 10 a 14 | 12    |
| 0     | 5 a 9   | 12    |
| 0     | 0 a 4   | 12    |

## Economia
El 2007 la població en edat de treballar era de 229 persones, 161 eren actives i 68 eren inactives. De les 161 persones actives 148 estaven ocupades (81 homes i 67 dones) i 13 estaven aturades (3 homes i 10 dones). De les 68 persones inactives 26 estaven jubilades, 20 estaven estudiant i 22 estaven classificades com a «altres inactius».

### Ingressos
El 2009 a Saint-Mary hi havia 154 unitats fiscals que integraven 352 persones, la mediana anual d'ingressos fiscals per persona era de 15.912,5 €.

### Activitats econòmiques
Dels 9 establiments que hi havia el 2007, 4 eren d'empreses de construcció, 1 d'una empresa de comerç i reparació d'automòbils, 1 d'una empresa immobiliària, 1 d'una empresa de serveis i 2 d'empreses classificades com a «altres activitats de serveis».
Dels 5 establiments de servei als particulars que hi havia el 2009, 1 era un paleta, 1 fusteria, 1 lampisteria, 1 electricista i 1 perruqueria.
L'any 2000 a Saint-Mary hi havia 24 explotacions agrícoles que ocupaven un total de 990 hectàrees.

## Equipaments sanitaris i escolars
El 2009 hi havia una escola elemental integrada dins d'un grup escolar amb les comunes properes formant una escola dispersa.

## Poblacions més properes
El següent diagrama mostra les poblacions més properes.